# 木馏油
木馏油（亦稱木烟油；或稱木雜酚油），又称医用木馏油，是一种通过加热裂解木材的成分而制得的以酚类化合物为主要成分的混合物，为杂酚油的一种，是烈性消毒剂和防腐剂。本品经常被与英文俗称同为，有时也被写作木馏油的矿物杂酚油混淆。尽管两者的原料不同，但从制备的原理和成分来看，实际上是性质非常相近的两种物质。

## 性质
淡黄色的透明油状液体，具有特别的刺激性味道。

## 成分
- 愈创木酚
- 木焦油醇
- 其他多种酚类，如甲酚等

## 制备
将山毛榉一类的木炭干馏时制得的以木焦油和水为主要成分的木醋液进一步蒸馏后制得。

## 用途
由于含有大量具有杀菌作用的酚类化合物，通常用于以下用途：
- 止泻药，如日本常见的正露丸[1]。
- 镇痛药，日本的牙科使用该品进行牙髓炎的镇痛。

## 作用
木馏油乃性质强效的杀菌防腐剂，长时间的高浓度暴露能够破坏、杀死细菌。以本品为主要成分的止泻药正露丸的说明书上也写到：本药若误附着于皮肤时可用香皂与温水冲洗（日语版为请用肥皂和温水彻底清洗）。牙科规定使用本药时若触及口腔黏膜，應立刻进行清洗。
- 木馏油是多种化学物质的混合物，作为其主要成分的愈创木酚作为药物是化痰葯和抑制腸道致病菌。
- 木馏油的成分中包含的愈创木酚、苯酚、甲酚、二甲苯酚等是消毒殺菌的有效成分。

## 相关文章
- 矿物杂酚油
- 杂酚油
- 正露丸
- 木醋液